# Eagles d'Eastern Washington
Pour les articles homonymes, voir Eagles (homonymie).
Les Eagles d'Eastern Washington (en anglais : Eastern Washington Eagles) sont un club omnisports universitaire de l'Université d'Eastern Washington dans l'État de Washington. Les équipes des Eagles participent aux compétitions universitaires organisées par la National Collegiate Athletic Association. Eastern Washington fait partie de la Big Sky Conference.